# الشرطة الدبلوماسية الإيرانية
الشرطة الدبلوماسية (بالفارسية: پلیس دیپلماتیک) هي قسم فرعي من قوة إنفاذ القانون في إيران، وهي مسؤولة عن حماية البعثات الدبلوماسية في إيران وكبار الشخصيات بموجب القانون الدبلوماسي. 